# Pacific PR01
Der Pacific PR01 war ein Formel-1-Rennwagen des britischen Motorsportteams Pacific Racing, der in der Weltmeisterschaft 1994 eingesetzt wurde. Das technische Konzept des PR01 war bei seinem Erscheinen schon einige Jahre alt. Er war das leistungsschwächste Auto im Starterfeld. Die Fahrer erzielten keine Weltmeisterschaftspunkte mit ihm.

## Entstehungsgeschichte
Der von Keith Wiggins gegründete Rennstall Pacific Racing aus Thetford, Norfolk, war seit den 1980er-Jahren eine feste Größe im europäischen Motorsport. Bis hin zur Formel 3000 (1991) hatte das Team in jeder Klasse, in der es antrat, mindestens einen Meistertitel gewonnen. Für 1993 plante Wiggins schließlich den Einstieg seines Teams in die Formel 1, in der – anders als in den kleineren Motorsportklassen – der Einsatz eines eigenen Chassis erforderlich war.
Die Gelegenheit, ein bereits fertig konstruiertes Rennauto zu bekommen, ergab sich im Laufe des Jahres 1992, nachdem der britische Chassishersteller Reynard seine Bemühungen, ein eigenes Werksteam in der Formel 1 zu etablieren, je nach Quelle entweder aus finanziellen Gründen oder in Ermangelung eines konkurrenzfähigen Motors aufgegeben hatte. Pacific übernahm die Rechte an Reynards Chassis und meldete es mit neuer Bezeichnung unter anderem für den deutschen Rennfahrer Michael Bartels zur Weltmeisterschaft 1993. Wenige Wochen vor dem ersten Rennen dieser Saison musste das Team die Meldung aber wegen nicht gesicherter Finanzierung zurückziehen.
Letztlich debütierte das Team mit dem als Pacific PR01 bezeichneten Auto und einem zwei Jahre alten Ilmor-Motor beim ersten Lauf der Weltmeisterschaft 1994. Pacific war neben Simtek das zweite Team, das in dieser Saison neu in die Formel 1 kam. Die Saison verlief erfolglos; Pacific war das schwächste Team dieser Weltmeisterschaft. Der Rennstall schaffte 1994 insgesamt nur sieben Rennteilnahmen, denen 25 Nichtqualifikationen gegenüberstanden. Ein Autor bezeichnete rückblickend Wiggins’ Konzept, mit einem „aussortierten Auto und einem alten Motor“ an den Start zu gehen, als „unprofessionell“. Ab Sommer 1994 investierte Pacific in die Entwicklung des Nachfolgermodells PR02, den Frank Coppuck konstruierte und der 1995 erschien.

## Konstruktion

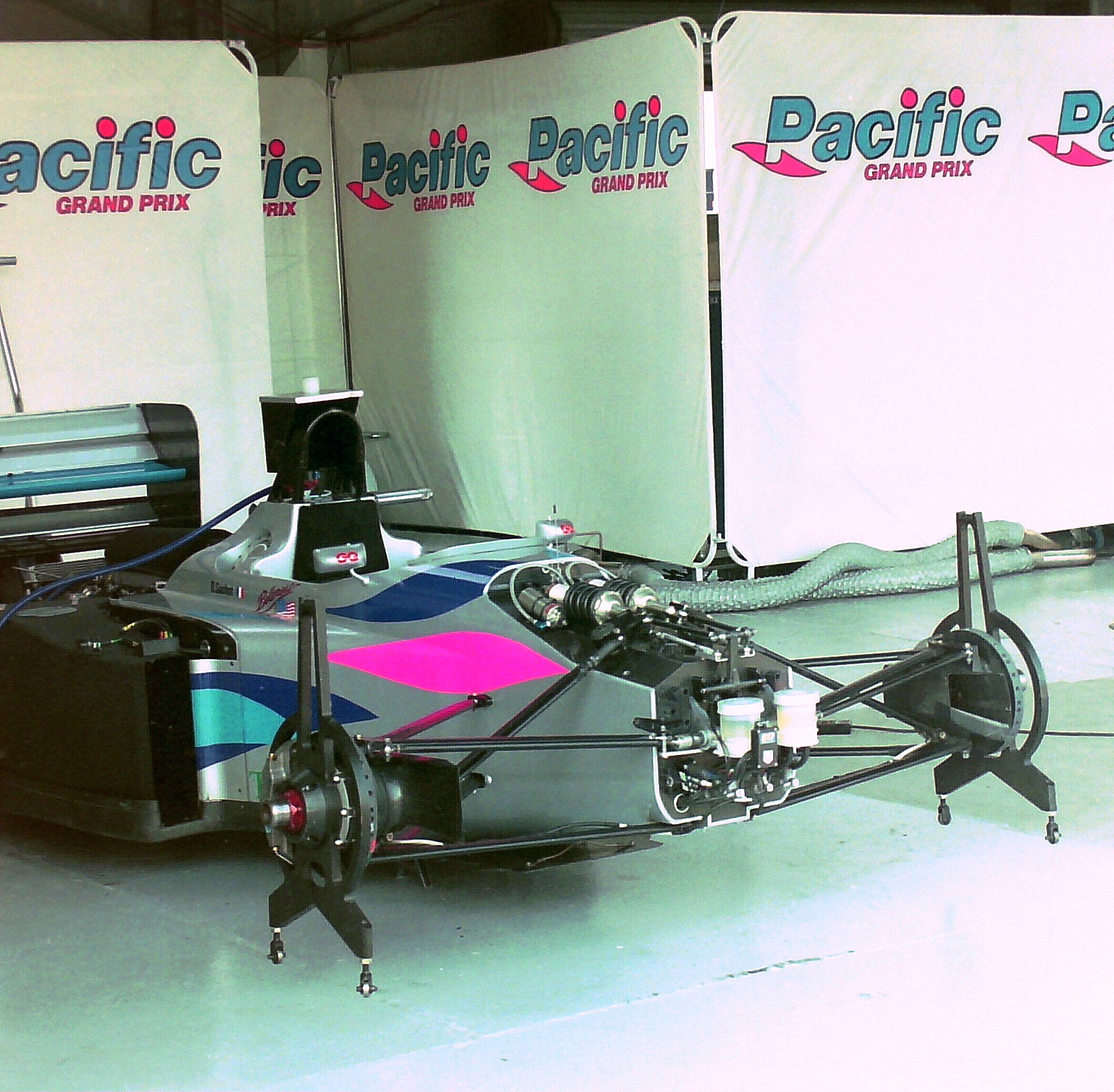
Ein zerlegter Pacific PR01 in der Box beim Großen Preis von Großbritannien 1994

Die Konstruktion des Pacific PR01 geht auf das Jahr 1991 zurück. Seine Grundzüge waren bei Reynard Motorsport entstanden. Urheber des Entwurfs waren Adrian Reynard und Rory Byrne. Byrne hatte einige Jahre lang für Benetton gearbeitet und dort unter anderem die Modelle B190 und B191 entworfen, mit denen das Team 1990 und 1991 den dritten bzw. vierten Platz der Konstrukteursmeisterschaft erreicht hatte. Auch der 1991 für die Saison 1992 konzipierte Benetton B192 war im Kern seine Arbeit. 1991 wechselte Byrne zu Reynard Motorsport, wo er dessen Formel-1-Wagen weiterentwickelte. Es gilt als gesichert, dass Byrne wesentliche Elemente des Benetton B192 auf Reynards Auto übertrug. Nachdem Reynard den Wagen schließlich aufgegeben hatte, übernahm Pacific dessen Grundkonstruktion. Pacifis Ingenieur Paul Brown nahm nur wenige Änderungen vor; sie beschränkten sich weitgehend auf die Anpassung des Chassis an den Motor. Eine Reihe von Autoren bestätigen deshalb die starke Ähnlichkeit des Pacific PR01 von 1994 mit dem Benetton B192 von 1992.

### Chassis und Fahrwerk
Der Pacific PR01 hatte ein Monocoque aus faserverstärktem Kunststoff. Ein besonderes Merkmal war die hohe Fahrzeugnase, an der der Frontflügel mit zwei Streben aufgehängt war. Diese auf den Tyrrell 019 von 1990 zurückgehende Gestaltung galt 1994 bereits als veraltet und wurde nur noch beim Benetton B194 verwendet. Pacific entwickelte im Laufe des Jahres eine abfallende Fahrzeugnase, die bei den letzten beiden Rennen der Saison zum Einsatz kam. Das war der einzige nennenswerte Entwicklungsschritt, den der PR01 im Jahr 1994 nahm.
Vorne und hinten wurden Schubstreben verwendet. Im Frühjahr 1994 begann Pacific, eine überarbeitete Radaufhängung zu entwickeln; sie wurde aber nicht realisiert.
Der Pacific PR01 war das schwerste Auto des Starterfelds. Mit einem Gewicht von 525 kg übertraf er das seinerzeit vorgeschriebene Mindestgewicht um 10 kg. Die meisten Konkurrenzfahrzeuge waren leichter als vom Reglement vorgeschrieben, sodass die Teams Ballast in den Autos unterbringen und damit das Fahrverhalten zielgerichtet beeinflussen konnten.

### Motor und Kraftübertragung

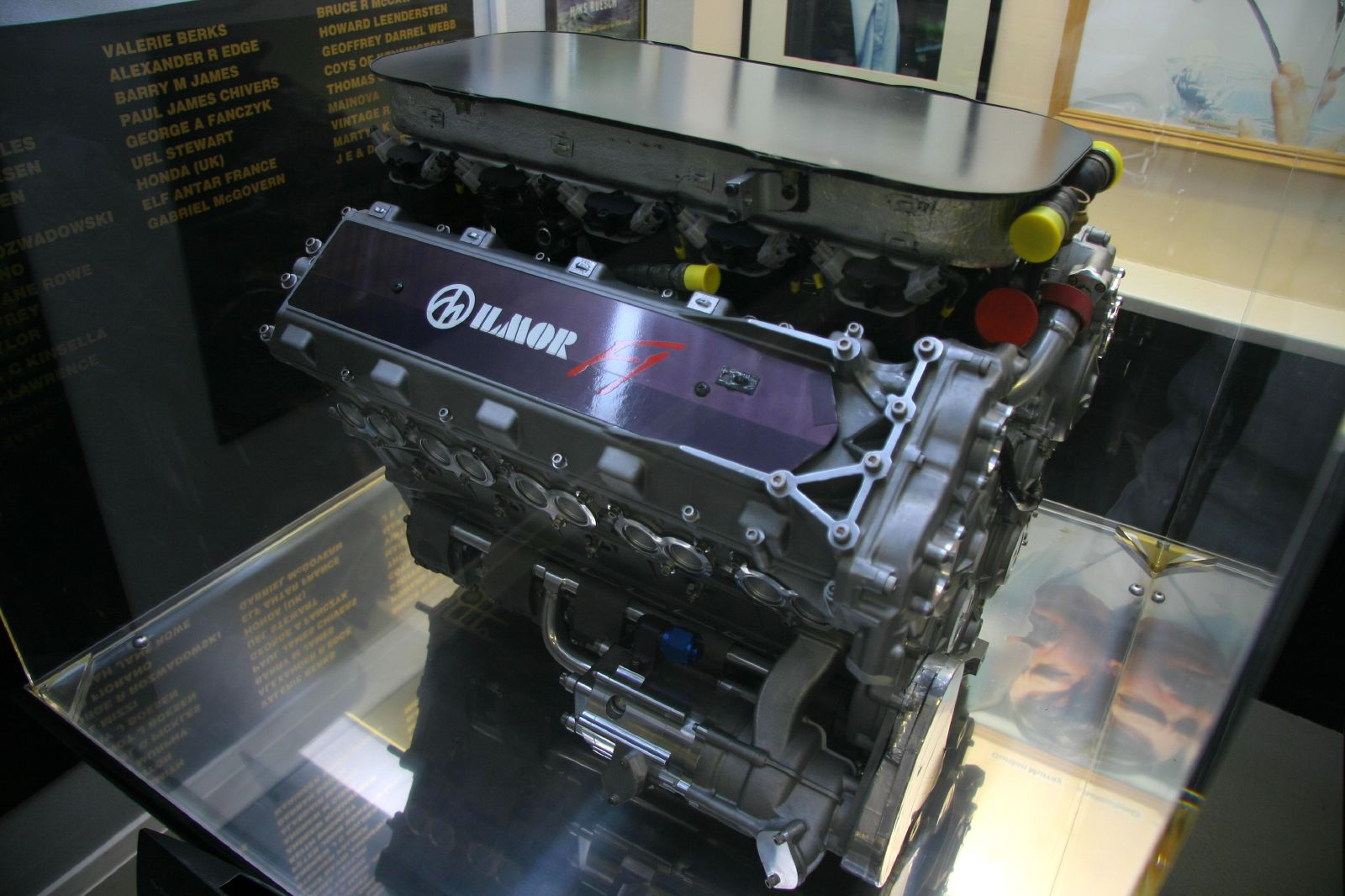
Ilmor 2175A

Der Pacific PR01 wurde von einem Ilmor-Zehnzylinder-V-Motor vom Typ 2175A angetrieben. Diese Konstruktion geht bis auf das Jahr 1990 zurück. Der Motor hatte sein Debüt 1991 bei Leyton House gehabt, 1992 war er bei dem Leyton-House-Nachfolger March sowie bei Tyrrell zum Einsatz gekommen. Die weiterentwickelte und deutlich leistungsstärkere Version 2175B erschien 1993 bei Sauber; 1994 lief sie dort unter der Bezeichnung „Mercedes“. Zwar zog Pacific wiederholt eine Parallele zu Saubers Mercedes-Motoren; tatsächlich waren beide Motoren aber nicht vergleichbar. Die bei Pacific eingesetzte Motorvariante befand sich auf dem Entwicklungsstand von 1992. Ihre Leistung wurde mit 670 PS angegeben; damit war der Ilmor 2175A der mit Abstand schwächste Motor des Jahres. Saubers Ilmor 2175B leistete 730 PS, während Cosworths HB-VII-Achtzylinder, der am weitesten verbreitete Kundenmotor in diesem Jahr, immerhin auf 705 bis 710 PS kam. Die stärksten Motoren von Ferrari und Renault leisteten Mitte der Saison sogar bis zu 780 PS.
Die Kraftübertragung übernahm ein halbautomatisches Sechsganggetriebe von Pacific, das Zahnräder von XTrac verwendete.

## Lackierung
Der Pacific PR01 war silberfarben lackiert. Die größte Sponsorfläche nahm die niederländische Wodka-Marke Ursus of Iceland ein. Weitere Sponsoren waren die französische Minaralölmarke Igol und der Zulieferer Tapmiser.

## Renneinsätze

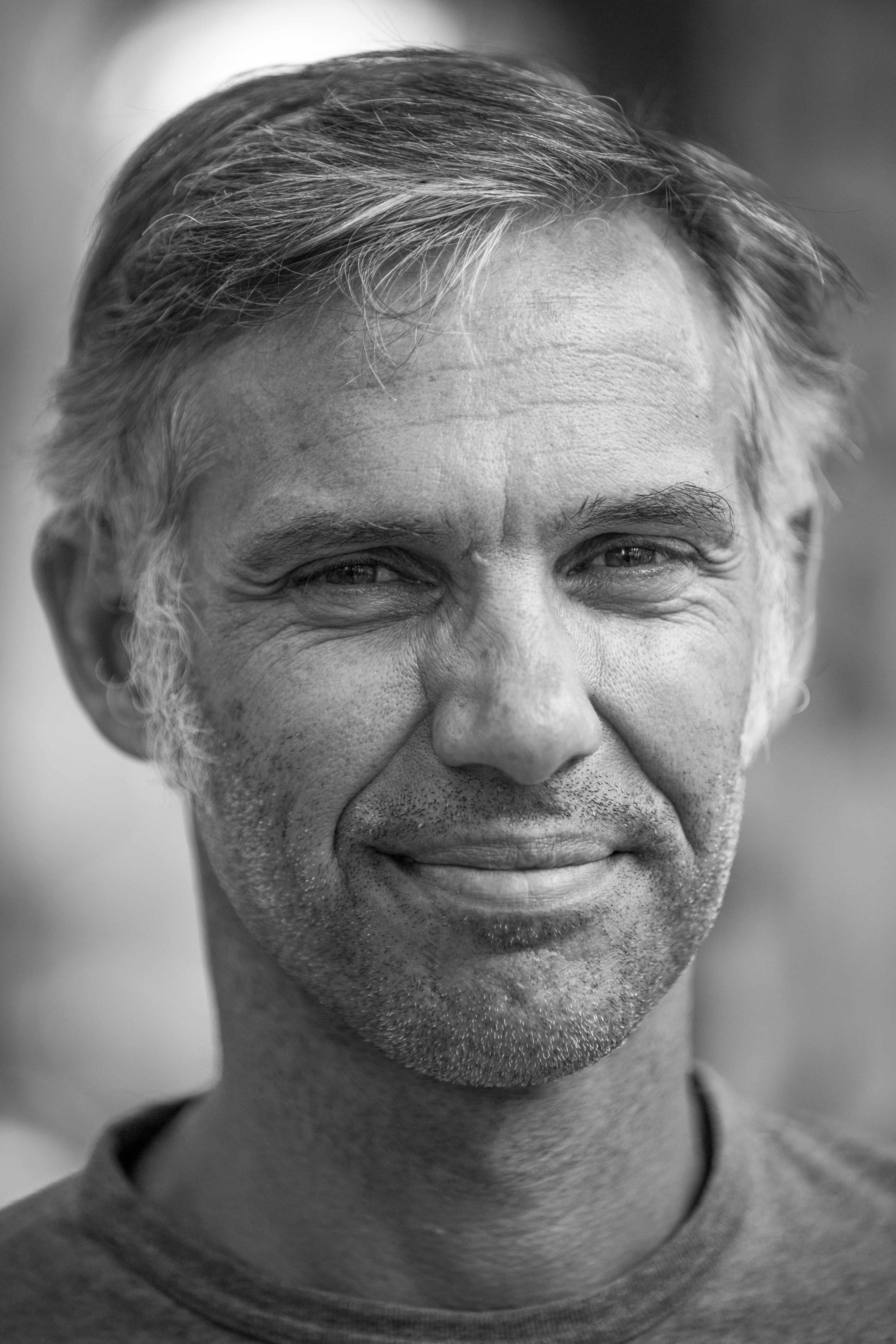
Zwei Rennen im PR01: Paul Belmondo

Fahrer des Pacific PR01 waren Bertrand Gachot und Paul Belmondo. Beide hatten ihr bis dahin letztes Formel-1-Rennen in der Saison 1992 bei Larrousse (Gachot) bzw. March gefahren. Sie traten zu allen 16 Läufen der Saison 1994 für Pacific an.
Weil 1994 insgesamt 14 Teams mit 28 Autos gemeldet waren, regelmäßig aber nur 26 Startplätze bei den Rennen zur Verfügung standen, war während der gesamten Saison eine echte Qualifikation erforderlich, bei der die zwei Fahrer mit den langsamsten Rundenzeiten ausschieden und nicht bei den Rennen starten durften. Mit Ausnahme des Auftaktrennens in Brasilien war die Qualifikation regelmäßig ein großes Problem für Pacific. Gachot und Belmondo fuhren mit ihren PR01 zumeist die langsamsten Trainingszeiten und waren daher ganz überwiegend nicht qualifiziert. Zu Rennteilnahmen der Pacific-Fahrer kam es nur noch dann, wenn aus unterschiedlichen Gründen nicht alle gemeldeten 28 Fahrer antraten. So konnte Pacific mit beiden Fahrern an dem Großen Preis von San Marino teilnehmen, weil Roland Ratzenberger im Qualifikationstraining am Samstag tödlich verunglückt war und Rubens Barrichello sich bereits im Freitagstraining schwer verletzt hatte. Beim anschließenden Großen Preis von Monaco standen Gachot und Belmondo in der Startaufstellung, weil Sauber nach einem schweren Trainingsunfall seines Fahrers Karl Wendlinger beide Autos zurückgezogen hatte. Da Sauber für den folgenden Weltmeisterschaftslauf in Spanien nur ein Auto meldete und Andrea Montermini (Simtek) nach einem Unfall im Freitagstraining zum Rennen nicht einsatzbereit war, konnten in Catalunya erneut beide Pacific an den Start gehen. Eine letzte Rennteilnahme für Pacific ergab sich zwei Wochen später in Kanada, wo Simtek nur ein Auto meldete, sodass im Qualifikationstraining nur ein Fahrer – in diesem Fall Belmondo – ausscheiden musste. Bei den verbleibenden Weltmeisterschaftsläufen starteten alle übrigen Teams wieder regelmäßig mit zwei Fahrern. In dieser Zeit gelang es keinem Pacific-Fahrer mehr, sich für ein Rennen zu qualifizieren.
1994 erreichte kein Pacific-Fahrer eine Zielankunft. Die Ausfälle waren entweder auf Fahrfehler oder auf technische Probleme des PR01 bzw. des Motors zurückzuführen. Am Ende der Saison belegte Pacific ohne Weltmeisterschaftspunkte den 14. und letzten Rang der Konstrukteursmeisterschaft.

## Rennergebnisse
| Fahrer               | Nr.                  | 1   | 2   | 3   | 4   | 5   | 6   | 7   | 8   | 9   | 10  | 11  | 12  | 13  | 14  | 15  | 16  | Punkte | Rang |
| -------------------- | -------------------- | --- | --- | --- | --- | --- | --- | --- | --- | --- | --- | --- | --- | --- | --- | --- | --- | ------ | ---- |
| Formel-1-Saison 1994 | Formel-1-Saison 1994 |     |     |     |     |     |     |     |     |     |     |     |     |     |     |     |     | 0      | 14.  |
| P. Belmondo          | 33                   | DNQ | DNQ | DNQ | DNF | DNF | DNQ | DNQ | DNQ | DNQ | DNQ | DNQ | DNQ | DNQ | DNQ | DNQ | DNQ | 0      | 14.  |
| B. Gachot            | 34                   | DNF | DNQ | DNF | DNF | DNF | DNF | DNQ | DNQ | DNQ | DNQ | DNQ | DNQ | DNQ | DNQ | DNQ | DNQ | 0      | 14.  |

| Legende  | Legende            | Legende                                                          |
| Farbe    | Abkürzung          | Bedeutung                                                        |
| -------- | ------------------ | ---------------------------------------------------------------- |
| Gold     | –                  | Sieg                                                             |
| Silber   | –                  | 2. Platz                                                         |
| Bronze   | –                  | 3. Platz                                                         |
| Grün     | –                  | Platzierung in den Punkten                                       |
| Blau     | –                  | Klassifiziert außerhalb der Punkteränge                          |
| Violett  | DNF                | Rennen nicht beendet (did not finish)                            |
| Violett  | NC                 | nicht klassifiziert (not classified)                             |
| Rot      | DNQ                | nicht qualifiziert (did not qualify)                             |
| Rot      | DNPQ               | in Vorqualifikation gescheitert (did not pre-qualify)            |
| Schwarz  | DSQ                | disqualifiziert (disqualified)                                   |
| Weiß     | DNS                | nicht am Start (did not start)                                   |
| Weiß     | WD                 | zurückgezogen (withdrawn)                                        |
| Hellblau | PO                 | nur am Training teilgenommen (practiced only)                    |
| Hellblau | TD                 | Freitags-Testfahrer (test driver)                                |
| ohne     | DNP                | nicht am Training teilgenommen (did not practice)                |
| ohne     | INJ                | verletzt oder krank (injured)                                    |
| ohne     | EX                 | ausgeschlossen (excluded)                                        |
| ohne     | DNA                | nicht erschienen (did not arrive)                                |
| ohne     | C                  | Rennen abgesagt (cancelled)                                      |
| ohne     | keine WM-Teilnahme |                                                                  |
| sonstige | P/fett             | Pole-Position                                                    |
| sonstige | 1/2/3/4/5/6/7/8    | Punktplatzierung im Sprint-/Qualifikationsrennen                 |
| sonstige | SR/kursiv          | Schnellste Rennrunde                                             |
| sonstige | *                  | nicht im Ziel, aufgrund der zurückgelegten Distanz aber gewertet |
| sonstige | ()                 | Streichresultate                                                 |
| sonstige | unterstrichen      | Führender in der Gesamtwertung                                   |